# كلوستريديويديس
كلوستريديويديس أو شبيهة المغيزلية هو جنس من البكتيريا موجبة غرام والذي يتضمن كلوستريديويديس ديفيسيل, والتي أحد مسببات الأمراض التي تؤدي للإصابة بإسهال معد.